# Голий пістолет
Голий пістолет: З архівів поліції! (англ. The Naked Gun: From the Files of Police Squad!) — американський комедійний кінофільм. Він розпочав серію кінокомедій за участю Леслі Нільсена, Прісцилли Преслі, Джорджа Кеннеді, і O. Дж. Сімпсона. Два інших фільми з цієї серії — «Голий пістолет 2½: Запах страху» та «Голий пістолет 33⅓: Остання образа». Основна тема цих кінокомедій — пригоди незграбного лейтенанта поліції Френка Дребіна.
В основі фільму — головний герой відтворений Леслі Нільсеном у телевізійному серіалі «Загін Поліції!», який вже до того був популярним серед американської аудиторії. Сценарій фільму написали брати Девід та Джеррі Закери та з участю інших відомих авторів. Фільм має специфічний комедійний стиль і містить елементи буфонади, зокрема багато візуальних і усних каламбурів. В сюжет кінофільму також була включена королева Великої Британії Єлизавета II, над якою і над ставленням американців до монархії автори фільму відверто глузують. В кінофільмі знялися деякі відомі особистості США, такі як О. Дж. Сімпсон, «Дивний Ел» Янковик, відомі гравці американського футболу та бейсболу.

## Сюжет
В основі сюжету пародія на детективний фільм з використанням стереотипних кліше про поліцію, місце і специфіку роботи поліціянтів. Інші жанри фільму і стилі висміюються також. У фільмі висвітлюються справжні суспільні реалії і існують посилання на справжні події та справжніх людей, таких, як Михайло Горбачов та Аятола Хомейні.
Кінофільм розпочинається з зустрічі в Бейруті між антиамериканськими лідерами: Аятолою Хомейні, Михайлом Горбачовим, Ясером Арафатом, Муаммаром Каддафі, Фіделем Кастро та Іді Аміном. Найдивовижнішою і найкомічнішою є присутність Горбачова в цій компанії — він зокрема стверджує, що американці його помилково вважають гарним хлопцем. Члени цієї групи готують терористичний акт проти США і Френк Дребін, який там удавав з себе офіціанта б'є та знущається з усіх них. Перед тим як незграбно впасти з вікна Дребін зриває чалму з голови Хомейні та стирає лунину з голови Горбачова.
Тим часом в Лос-Анджелесі колега Френка детектив Нордберґ розслідує операцію з перевезення героїну на морському доці. Детектива Нордберга, такого ж незграбного і недолугого майже вбивають злодії під керівництвом Вінсента Людвіґа. Основним комічним моментом стали постійні замахи на життя Нордберґа, який попри всі пошкодження і поранення завжди залишається живим. Під час останнього замаху на життя Нордберґа Френк переслідує лікаря загіпнозованого новим пристроєм Людвіга. Гонитва закінчується руйнуванням всього на шляху Френка.
Під час відвідин Людвіґа Френк ненароком вбиває його безцінну рибку-самурай, але зустрічає асистентку Людвіґа — Джейн Спенсер, в яку миттєво закохується. Джейн на прохання Людвіґа відвідує Дребіна і пізніше зрозумівши причетність свого боса до злочинів починає допомагати лейтенантові в пошуку злодіїв. Тим часом повернувшись вночі до офісу Людвіґа, Френк дізнається, що він готує замах на королеву Єлизавету. Оскільки свідоцтва змови згоріли в пожежі та загальному руйнуванні офісу спричиненому Френком, він мусить вжити заходів, щоб врятувати королеву та захистити честь країни.
Основним комічним моментом фільму стала сцена зустрічі Дребіна з королевою Єлизаветою, під час котрої він руйнує все навколо нього і навіть опиняється на самій королеві перед лінзами фотокамер. Опинившись таким чином небажаною особою на всіх заходах під час перебування королеви Френк перевдягається в різних людей в намаганні дістатися якомога ближче до майбутнього вбивці. Під час бейсбольного матчу Френк спочатку законспірований як співак, виступ котрого кінчається фіаско, а потім як суддя матчу. Зрештою, йому вдається знешкодити вбивцю, вціливши снодійним пострілом товсту жінку, яка знепритомнівши падає і вбиває терориста. Під час цих подій Вінсент Людвіг раптом зникає разом з Джейн.
Наздогнавши Людвига і спричинивши його падіння під колеса автобуса і котка Френк переконує загіпнозовану Джейн, що він її кохає. Під гучні оплески аудиторії стадіону Френк і Джейн щасливі знайти один одного. Фільм закінчується падінням ледве видужалого Нордберґа в інвалідному кріслі, якого Френк ненароком штовхає вниз сходами стадіону.

## У ролях
- Леслі Нільсен — лейтенант Френк Дребін
- Прісцила Преслі — Джейн Спенсер
- Рікардо Монтальбан — Вінсент Людвіг
- Джордж Кеннеді — капітан Ед Гокен
- О. Дж. Сімпсон — детектив Нордберг
- Ненсі Маршанд — мер Ліліан Барклі
- Рей Бірк — Папшмір
- Ед Вільямс — Тед Олсен
- Дженнет Чарльз — Королева Єлизавета II
- «Дивний Ел» Янковик — камео